# فضل بن محمد
الفضل بن محمد بن شداد أو فضل بن محمد، أو فضل الأول هو أمير شدادي في أران من 985 إلى 1031. من أصل كردي، أطلق عليه ابن الأثير ومؤرخون عرب آخرون اسم "فضلون الكردي"، وكان الفضل أول يهتم بالاقتصاد حيث أصدر العملات المعدنية، وقد وضع سك العملة أولاً في بردعة ثم نقلها لاحقًا إلى كنجه.
في عام 993، استولى جيشه على بردعة وبيلقان. وفي عهده وقعت اشتباكات مع الملوك الجورجيين والبيزنطيين (1037-1038) والآلان والروس. وحافظ على العلاقات الودية مع الروادية والشروانشاه وإمارة تبليسي. وبحسب ابن الأثير، فإن الفضل الأول شن حملة على الخزر عام 1030. توفي الفضل عام 1031 وخلفه ابنه أبو الفتح موسى.